# Conrad Magnusson
Conrad Emanuel Magnusson (Noruega, 10 de agosto de 1873 - Chicago, 14 de septiembre de 1924) fue un deportista del tira y afloja de los Estados Unidos. En los Juegos Olímpicos de San Luis 1904, formó parte del equipo de su país, que ganó la medalla de oro de esta disciplina.